# Conchylia nitidula
Conchylia nitidula là một loài bướm đêm trong họ Geometridae.